# Stanley Common
Stanley Common – wieś w Anglii, w hrabstwie Derbyshire, w dystrykcie Erewash. Leży 10 km na północny wschód od miasta Derby i 185 km na północny zachód od Londynu.